# Supí Hnízdo
Supí Hnízdo är ett berg i Tjeckien.   Det ligger i regionen Hradec Králové, i den nordöstra delen av landet, 140 km öster om huvudstaden Prag. Toppen på Supí Hnízdo är 673 meter över havet.
Terrängen runt Supí Hnízdo är varierad. Runt Supí Hnízdo är det ganska tätbefolkat, med 134 invånare per kvadratkilometer. Närmaste större samhälle är Náchod, 18,2 km söder om Supí Hnízdo. Trakten runt Supí Hnízdo består till största delen av jordbruksmark.